# Buczynowa Siklawa

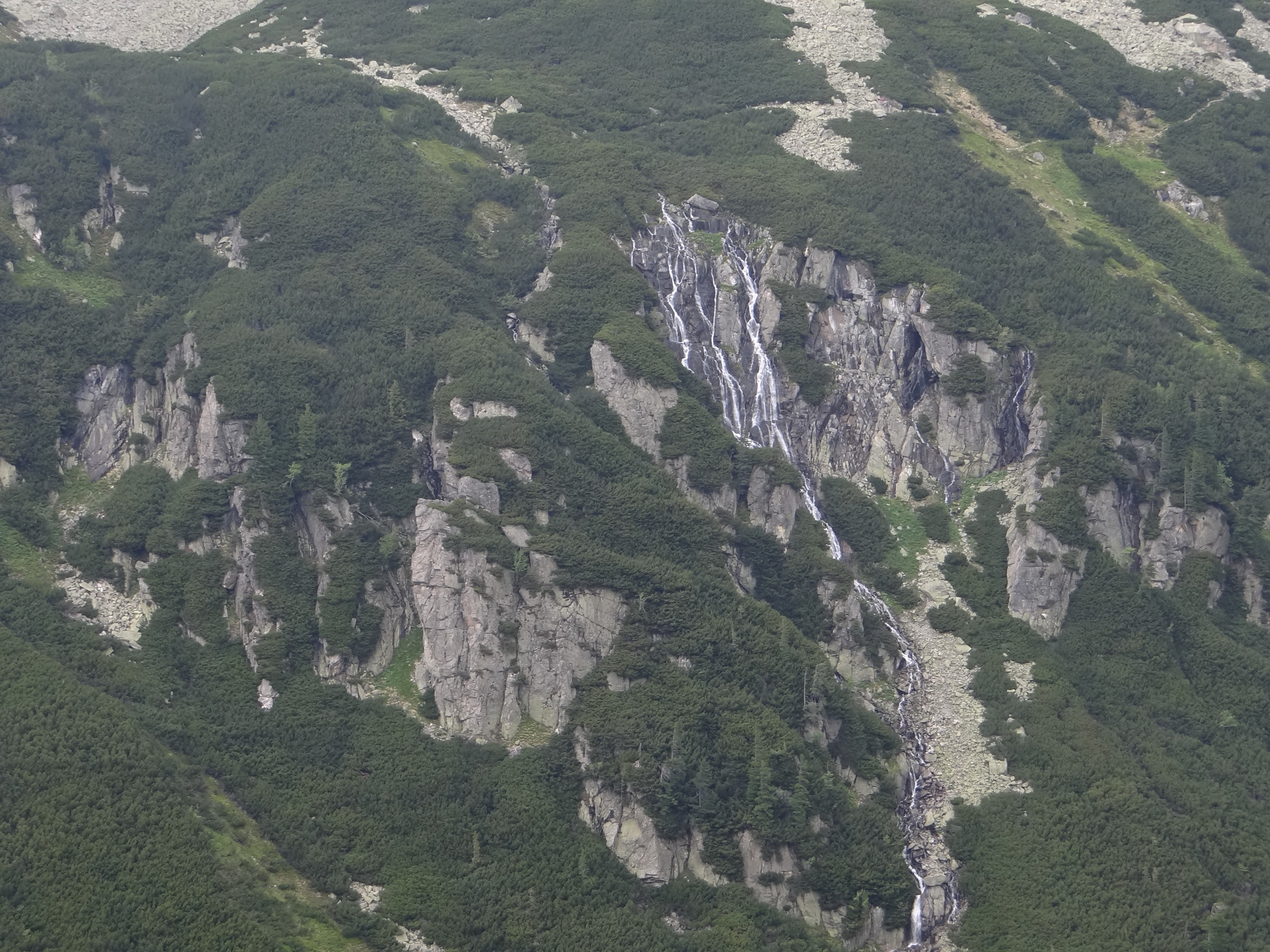
Umgebung des Wasserfalls

Die Buczynowa Siklawa (dt. Buczynowa-Wasserfall) ist ein ca. 50 Meter hoher Wasserfall im polnischen Teil der Hohen Tatra in der Nähe von Bukowina Tatrzańska. Das Wasser des Buczynowy Potok fällt vom Tal Dolina Buczynowa in das Tal Dolina Roztoki.

## Name
Der Name leitet sich vom Tal Dolina Buczynowa ab, aus dem der Gebirgsbach fließt.

## Flora und Fauna
Der Wasserfall liegt über der Baumgrenze.

## Tourismus
Der Wasserfall ist nicht zugängig, er ist jedoch aus dem Tal Dolina Pięciu Stawów Polskich sehr gut zu sehen, insbesondere bei hohem Wasserstand des Buczynowy Potok. In der Nähe des Wasserfalls befindet sich die Berghütte Schronisko PTTK w Dolinie Pięciu Stawów Polskich.